# الدوري الإيراني الدرجة الثانية 1972-73
الدوري الإيراني الدرجة الثانية 1972-73 هو موسم من الدوري الإيراني الدرجة الثانية. فاز فيه نادي استقلال أهواز.